# Csongrád vasútállomás
Csongrád vasútállomás egy Csongrád-Csanád vármegyei vasútállomás, Csongrád településen, a MÁV üzemeltetésében. A városközpont nyugati részén helyezkedik el, közúti elérését csak önkormányzati utak teszik lehetővé.

## Vasútvonalak
Az állomást az alábbi vasútvonalak érintik:
- Kiskunfélegyháza–Orosháza-vasútvonal

## Kapcsolódó állomások
A vasútállomáshoz az alábbi állomások vannak a legközelebb:
- Csongrád alsó megállóhely
- Hékéd megállóhely

## Forgalom
| Járat        | Útvonal | Gyakoriság |
| ------------ | --- | ---------- |
| személyvonat | Kiskunfélegyháza – Városi park – Csongrádi úti tanyák – Gátér – Kettőshalom – Kónyaszék – Csongrád alsó – Csongrád – Hékéd – Szentes | Napi 4 pár |
| személyvonat | Kiskunfélegyháza – Városi park – Csongrádi úti tanyák – Gátér – Kettőshalom – Kónyaszék – Csongrád alsó – Csongrád – Hékéd – Szentes – Szegvár – Kórógyszentgyörgy – Mindszent – Mártély – Hódmezővásárhelyi Népkert – Hódmezővásárhely | Napi 5 pár |